# チョウセンヒラタクワガタ
チョウセンヒラタクワガタ（朝鮮平鍬形、Dorcus consentaneus）は、コウチュウ目・クワガタムシ科・クワガタ属・ヒラタクワガタ亜属の1種で、2亜種に分類されている。
ヒラタクワガタの仲間では小型種であり、日本では長崎県の対馬のみに生息している。
種小名のconsentaneusとは「あるものと一致した」という意味である。

## 形態
体長はオスが24.3 - 62.5mm、メスが20 - 29mm
ヒラタクワガタと比べると、大アゴの外縁が より丸みを帯びていて、上翅（じょうし）も より丸みを帯びている。体が細く小型で、体色は黒色で やや光沢が強い。頭部の中央がヒラタクワガタほど窪んでいない。前足脛節は内側に強く曲り、付節（爪を含む短い節が連続している部分）が短い。
メスの眼の周囲は完全に突起に囲まれている。
大陸に分布する個体のほうが大型になるが、対馬では25 - 35mm程度が多い。

## 分布
対馬・朝鮮半島・済州島・珍島・中国
分布は、中国を起源とし、朝鮮半島と地続きであった時代に対馬にやってきたと考えられている。

## 生態
低地から平地までの広葉樹の森林に生息しているが、生息数は少ない。成虫は、活動期が6月から9月で、広葉樹の樹液などをエサとしている。地面の近くで活動し、歩行が主であり、ほとんど飛ぶことはなく、灯火（明かり）には飛んで来ない。メスは、やや湿度の高い腐葉土や、朽木近くの地中に産卵する。また、飼育下では、産卵時期が4月から6月と決まっていて、羽化した年は産卵せず、越冬した個体が産卵がすることが多い。成虫での寿命は半年から2年である。
産卵から約1か月ほどで孵化した幼虫は、地中の腐葉土や、近くの朽木を食べて育つと考えられていて、幼虫期間は約1年である。幼虫は蛹になるために、春に蛹室（ようしつ）を作り始め、約1か月かけて蛹となる。蛹になって約1か月ほど経ってから羽化し、成虫となる。羽化した成虫は、すぐには活動せず、さらに約2か月ほど経過してから、蛹室を出て活動を開始する。
対馬では、良好な場所はより大型のツシマヒラタクワガタに占有されやすく、チョウセンヒラタクワガタは海岸付近の貧弱な林に多く生息し、分布も局地的である。一方、ツシマヒラタクワガタは内陸の森林地帯に多く、樹上部分で活動する。チョウセンヒラタクワガタとツシマヒラタクワガタの雑種は2例が報告されている。

## 分類
チョウセンヒラタクワガタは、2亜種に分類されている。
Dorcus consentaneus consentaneus (Albers, 1886)：原名亜種
朝鮮半島、済州島、珍島、対馬。♂24.3‐53.9mm、♀20‐26mm（対馬産）
D. c. akahorii Tsukawaki, 1998
中国の四川省・湖北省・湖南省。♂29‐62.5mm、♀21.5‐29mm
原名亜種に比べて、大アゴがより丸みを帯び、大アゴの中央部分がより幅広い